# Proceroplatus minutus
Proceroplatus minutus är en tvåvingeart som beskrevs av Loïc Matile 1974. Proceroplatus minutus ingår i släktet Proceroplatus och familjen platthornsmyggor.
Artens utbredningsområde är Centralafrikanska republiken. Inga underarter finns listade i Catalogue of Life.